# Natação no Campeonato Europeu de Esportes Aquáticos de 2018 - 400 m medley masculino
A prova dos 400 metros medley masculino da natação no Campeonato Europeu de Esportes Aquáticos de 2018 ocorreu no dia 9 de agosto no Tollcross International Swimming Centre, em Glasgow no Reino Unido. 

## Calendário
| Fase          | Data        | Hora  |
| ------------- | ----------- | ----- |
| Eliminatórias | 9 de agosto | 09:00 |
| Final         | 9 de agosto | 17:27 |

Todos os horários estão no horário local (UTC+0)

## Recordes
Antes desta competição, os recordes eram os seguintes:
|                       | Nadador        | Tempo   | Local     | Data                 |
| --------------------- | -------------- | ------- | --------- | -------------------- |
| Recorde mundial       | Michael Phelps | 4:03.84 | Pequim    | 10 de agosto de 2008 |
| Recorde europeu       | László Cseh    | 4:06.16 | Pequim    | 10 de agosto de 2008 |
| Recorde do campeonato | László Cseh    | 4:09.59 | Eindhoven | 24 de março de 2008  |

## Medalhistas
| Ouro                  | Prata                | Bronze                |
| Dávid Verrasztó (HUN) | Max Litchfield (GBR) | Joan Lluís Pons (ESP) |

## Resultados

### Eliminatórias
Esses foram os resultados das eliminatórias. 
| Pos. | Bateria | Raia | Nadador              | Nacionalidade | Tempo   | Notas |
| ---- | ------- | ---- | -------------------- | ------------- | ------- | ----- |
| 1    | 4       | 4    | Dávid Verrasztó      | Hungria       | 4:14.18 | Q     |
| 2    | 3       | 4    | Max Litchfield       | Reino Unido   | 4:14.91 | Q     |
| 3    | 2       | 5    | Maksym Shemberev     | Azerbaijão    | 4:15.33 | Q     |
| 4    | 2       | 4    | João Vital           | Portugal      | 4:15.87 | Q     |
| 5    | 3       | 2    | Johannes Hintze      | Alemanha      | 4:16.18 | Q     |
| 6    | 4       | 3    | Joan Lluís Pons      | Espanha       | 4:17.01 | Q     |
| 7    | 4       | 1    | Maxim Stupin         | Rússia        | 4:17.60 | Q     |
| 8    | 3       | 6    | Jacob Heidtmann      | Alemanha      | 4:17.77 | Q     |
| 9    | 4       | 2    | Richard Nagy         | Eslováquia    | 4:18.58 |       |
| 10   | 3       | 3    | Gergely Gyurta       | Hungria       | 4:18.64 |       |
| 11   | 3       | 5    | Mark Szaranek        | Reino Unido   | 4:19.34 |       |
| 12   | 4       | 7    | Federico Turrini     | Itália        | 4:19.74 |       |
| 13   | 4       | 9    | Anton Ipsen          | Dinamarca     | 4:19.89 |       |
| 14   | 3       | 9    | Arjan Knipping       | Países Baixos | 4:19.91 |       |
| 15   | 4       | 0    | Thomas Dean          | Reino Unido   | 4:20.32 |       |
| 16   | 4       | 8    | Apostolos Papastamos | Grécia        | 4:20.43 |       |
| 17   | 4       | 5    | Jérémy Desplanches   | Suíça         | 4:20.89 |       |
| 18   | 3       | 0    | Adam Paulsson        | Suécia        | 4:21.34 |       |
| 19   | 2       | 9    | Gabriel Lópes        | Portugal      | 4:21.57 |       |
| 20   | 2       | 2    | Christoph Meier      | Liechtenstein | 4:21.69 |       |
| 21   | 4       | 6    | Patrick Staber       | Áustria       | 4:22.48 |       |
| 22   | 2       | 7    | Tomás Veloso         | Portugal      | 4:22.57 |       |
| 23   | 3       | 8    | Dawid Szwedzki       | Polónia       | 4:23.69 |       |
| 24   | 2       | 6    | Etay Gurevich        | Israel        | 4:25.31 |       |
| 25   | 2       | 1    | Semen Makovich       | Rússia        | 4:25.88 |       |
| 26   | 2       | 8    | Samet Alkan          | Turquia       | 4:27.57 |       |
| 27   | 1       | 4    | Alpkan Örnek         | Turquia       | 4:27.71 |       |
| 28   | 2       | 0    | Filip Chrápavý       | Chéquia       | 4:29.48 |       |
| 29   | 1       | 5    | Alvi Hjelm           | Ilhas Feroé   | 4:30.47 |       |
| 30   | 1       | 2    | Thomas Wareing       | Malta         | 4:44.13 |       |
| 31   | 1       | 3    | Batuhan Hakan        | Turquia       | DNS     | DNS   |
| 31   | 1       | 6    | Armin Lelle          | Estónia       | DNS     | DNS   |
| 31   | 1       | 7    | Metin Aydın          | Turquia       | DNS     | DNS   |
| 31   | 2       | 3    | Brodie Williams      | Reino Unido   | DNS     | DNS   |
| 31   | 3       | 1    | Alexis Santos        | Portugal      | DNS     | DNS   |
| 31   | 3       | 7    | Balázs Holló         | Hungria       | DNS     | DNS   |

### Final
Esse foi o resultado da final. 
| Pos.              | Raia | Nadador          | Nacionalidade | Tempo   | Notas |
| ----------------- | ---- | ---------------- | ------------- | ------- | ----- |
| Medalha de ouro   | 4    | Dávid Verrasztó  | Hungria       | 4:10.65 |       |
| Medalha de prata  | 5    | Max Litchfield   | Reino Unido   | 4:11.00 |       |
| Medalha de bronze | 7    | Joan Lluís Pons  | Espanha       | 4:14.26 |       |
| 4                 | 2    | Johannes Hintze  | Alemanha      | 4:14.73 |       |
| 5                 | 3    | Maksym Shemberev | Azerbaijão    | 4:14.77 |       |
| 6                 | 8    | Jacob Heidtmann  | Alemanha      | 4:16.29 |       |
| 7                 | 1    | Maxim Stupin     | Rússia        | 4:18.41 |       |
| 8                 | 6    | João Vital       | Portugal      | 4:19.79 |       |

Legenda
| Recorde mundial       | Recorde mundial (World record)               |                       | Recorde africano                      | Recorde africano (African) |                                           | Q | Classificado por posição (Qualified) |
| Recorde do campeonato | Recorde do campeonato (Championship record)  | Recorde da América    | Recorde da América (Americas)         | q                          | Classificado por melhor tempo (Qualified) |   |                                      |
| Melhor marca do ano   | Melhor marca do ano (World leading)          | Recorde asiático      | Recorde asiático (Asian)              | DNS                        | Não largou (Did not start)                |   |                                      |
| Recorde nacional      | Recorde nacional (National record)           | Recorde europeu       | Recorde europeu (European)            | DNF                        | Não terminou (Did not finish)             |   |                                      |
| Recorde pessoal       | Recorde pessoal do atleta (Personal best)    | Recorde da Oceania    | Recorde da Oceania (Oceania)          | DSQ / DQ                   | Desclassificado (Disqualified)            |   |                                      |
| Recorde da temporada  | Recorde da temporada do atleta (Season best) | Recorde sul-americano | Recorde sul-americano (South America) | NM                         | Sem marca (No mark)                       |   |                                      |